# Planon
Planon is een ontwikkelaar en leverancier van software voor gebouwbeheer, onder andere voor vastgoed en facilitair management.
Het bedrijf is in 1982 opgericht als eenmansbedrijf en telde in 2024 1000 werknemers. Het is gevestigd in Nijmegen en heeft vestigingen in Europa, Noord-Amerika en Azië. De software wordt geleverd in meer dan 40 landen.
De software wordt ingezet door gebouweigenaren, gebruikers van gebouwen en facility services providers om middels sensortechnologie, big data en digital twins bedrijfsprocessen te verbeteren. Voorbeelden hiervan zijn het monitoren van onderhoudswerkzaamheden, ruimte- en werkplekbeheer, en het verduurzamen van energieprestaties.

## Bedrijfsgeschiedenis
Planon – een portemanteau van PLANmatig ONderhoud  – werd op 18 december 1982 opgericht toen Pierre Guelen, net afgestudeerd als bouwkundig ingenieur, gevraagd werd om een onderhoudsplan voor de Nijmeegse vestiging van Philips te schrijven. Op de spreekwoordelijke zolderkamer ging hij op een van de eerste IBM-computers aan de slag en een jaar later was het project afgerond, waren de opdrachtgevers tevreden en bleek er behoefte aan een uitgebreidere versie van de software. Pierre, die zelf niet meer wilde programmeren, nam zijn eerste medewerker in dienst en richtte een deel van zijn huis in Wijchen in als kantoor.
In tien jaar tijd groeide het bedrijf uit tot marktleider in Nederland met zo’n 20 medewerkers. Eind jaren negentig begon Planon uit te breiden naar het buitenland.
Inmiddels heeft Planon naast het hoofdkantoor in Nijmegen ook vestigingen in België, Duitsland, Frankrijk, Oostenrijk, Verenigd Koninkrijk, Zweden, Zwitserland, Israël, Canada, Verenigde Staten, India, Hongkong, Singapore, Nieuw-Zeeland en Australië.
In 2020 werd bekend dat de Franse multinational Schneider Electric een minderheidsaandeel in Planon zou nemen om samen producten te ontwikkelen en diensten aan te bieden. Op 30 juli 2024 tekende Schneider Electric een overeenkomst om zijn belang in Planon te verhogen tot een meerderheidsbelang van 80%. Deze transactie werd afgerond in oktober 2024.
In juli 2021 werd het hoofdkantoor van Planon verbouwd en uitgebreid tot een “Innovation Campus”. Een onderdeel hiervan is een “Living Lab” waar in samenwerking met universiteiten en start-ups innovatieve gebouwtechnologieën getest kunnen worden. In 2022 ontving Planon voor zijn Innovation Campus als eerste Nederlands bedrijf een WELL v2-certificering van het International WELL Building Institute (IWBI), omdat de campus aan de meest vooraanstaande bouwnormen en criteria voor een gezond gebouw (healthy building) voldoet.

## Bestuur
In 2019 werd oprichter Pierre Guelen uitgeroepen tot 'Nijmeegs ondernemer van het jaar'. In 2024 werd hij benoemd tot Officier in de Orde van Oranje-Nassau. Hij ontving deze onderscheiding voor zijn bijzondere verdiensten met internationale uitstraling en zijn maatschappelijke betrokkenheid.
Op 7 mei 2024 kondigde Planon aan dat Peter Ankerstjerne per 1 juni 2024 de positie van Chief Executive Officer zou gaan vervullen. Hij volgde daarmee oprichter Pierre Guelen op, die na 42 jaar bij Planon aan het roer te hebben gestaan met pensioen ging.

## Bedrijfsmodel
Planon verkoopt software-oplossingen voor slim en duurzaam gebouwbeheer, onder andere voor integrated workplace management en facilitair management (FMIS).. De software realiseert procesoptimalisatie voor ruimte- en werkplekbeheer, onderhoudsmanagement en vastgoedbeheer, maar ook voor financiële verslaglegging. Daarnaast biedt Planon specifieke oplossingen om facility services providers te helpen met complex bedrijfsprocesbeheer. 
Planon is in verschillende analistenrapporten aangeduid als wereldmarktleider, onder andere door Verdantix, IDC MarketScape, Gartner en Frost & Sullivan.
In Nederland wordt de software ingezet door multinationals zoals Siemens en Philips, maar ook door universiteiten zoals TU Eindhoven, Universiteit Maastricht, Radboud Universiteit en de Universiteit van Leeds. Tot september 2023 gebruikt ook Hogeschool Inholland het EMS (Enterprise Management System). 
De software is verkrijgbaar als SaaS en als on-premise-oplossing. De software wordt aangeboden via Microsoft Azure en AWS.

## Samenwerking en overnames
Met de minderheidsdeelneming van Schneider Electric, de overnames van Axonize (2021), Reasult (2021), AIA (2022), COOR (2022) en control.IT (2023), en de meerderheidsdeelnames in SPM (2022) en Ubigreen (2023) is Planon wereldwijd actief en voegt het bedrijf nieuwe technologieën toe, zoals IoT en software voor vastgoedbeheer, gericht op vastgoedeigenaren, vastgoedbeleggers en projectontwikkelaars.  
| Jaar | Type         | Bedrijf    | Van/naar                | Kenmerken | Vestigingsplaats         | Bijzonderheden, toelichting |
| ---- | ------------ | ---------- | ----------------------- | --- | ------------------------ | --- |
| 2011 | overname     | SiteAlpha  | van SamFM               | softwareleverancier |                          | |
| 2018 | overname     | conjectFM  | van Aconex              | CAFM-software | Duisburg (Duitsland)     | inclusief alle klanten en medewerkers van het kantoor |
| 2020 | minderheid   | Planon     | naar Schneider Electric | |                          | |
| 2021 | meerderheid  | Reasult    |                         | software voor de financiële prestatie van vastgoedbeheerders                                                                   | Ede                      | |
| 2021 | overname     | Axonize    |                         | ontwikkelaar van een marktleidend cloudgebaseerd IoT-platform                                                                  | Israël                   | |
| 2022 | overname     | COOR GmbH  |                         | internationale groep gespecialiseerd in vastgoedsoftware                                                                       | Oostenrijk               | |
| 2022 | meerderheid  | SPM Assets |                         | asset managementsoftware | Auckland (Nieuw-Zeeland) | |
| 2022 | overname     | AIA        |                         | specialist voor implementatie CAFM- en IWMS-systemen                                                                           | Zürich (Zwitserland)     | |
| 2023 | meerderheid  | Ubigreen   |                         | PropTech met focus op energieprestatie en optimalisatie van werkplekken                                                        | Toulouse (Frankrijk)     | |
| 2023 | overname     | Reasult    |                         | |                          | in 2021 al een meerderheidsbelang |
| 2023 | overname     | control.IT |                         | grootste softwarebedrijf gespecialiseerd in vastgoed- en portfoliomanagement in de DACH-regio                                  | Bremen (Duitsland)       | DACH-regio: Duitsland (D), Oostenrijk (A), Zwitserland CH): de Duitstalige landen van Europa; de overname omvat ook de control.IT-dochterondernemingen easol GmbH en Synapplix GmbH. |
| 2023 | samenwerking | SAP        |                         | strategisch partnerschap met als doel organisaties een geïntegreerde oplossing voor vastgoed- en facility management te bieden |                          | SAP endorsed app, genaamd Planon Real Estate Management for SAP S/4HANA |